# كريس بيرتشول
كريس بيرتشول (بالإنجليزية: Chris Birchall)‏ (مواليد 5 مايو 1984) هو لاعب كرة قدم. يلعب مع منتخب ترينيداد وتوباغو لكرة القدم. سبق له أن لعب في كأس العالم لكرة القدم مع منتخب بلاده.

## روابط خارجية
- كريس بيرتشول على موقع الدوري الأمريكي (الإنجليزية)
- كريس بيرتشول على موقع قاعدة بيانات كرة القدم.إي يو (الإنجليزية)
- كريس بيرتشول على موقع ناشيونال فوتبول تيمز (الإنجليزية)
- كريس بيرتشول على موقع Soccerbase.com (لاعب) (الإنجليزية)
- كريس بيرتشول على موقع Soccerway.com (الإنجليزية)
- كريس بيرتشول على موقع عالم كرة القدم.نت (الإنجليزية)